# Дика природа Норвегії

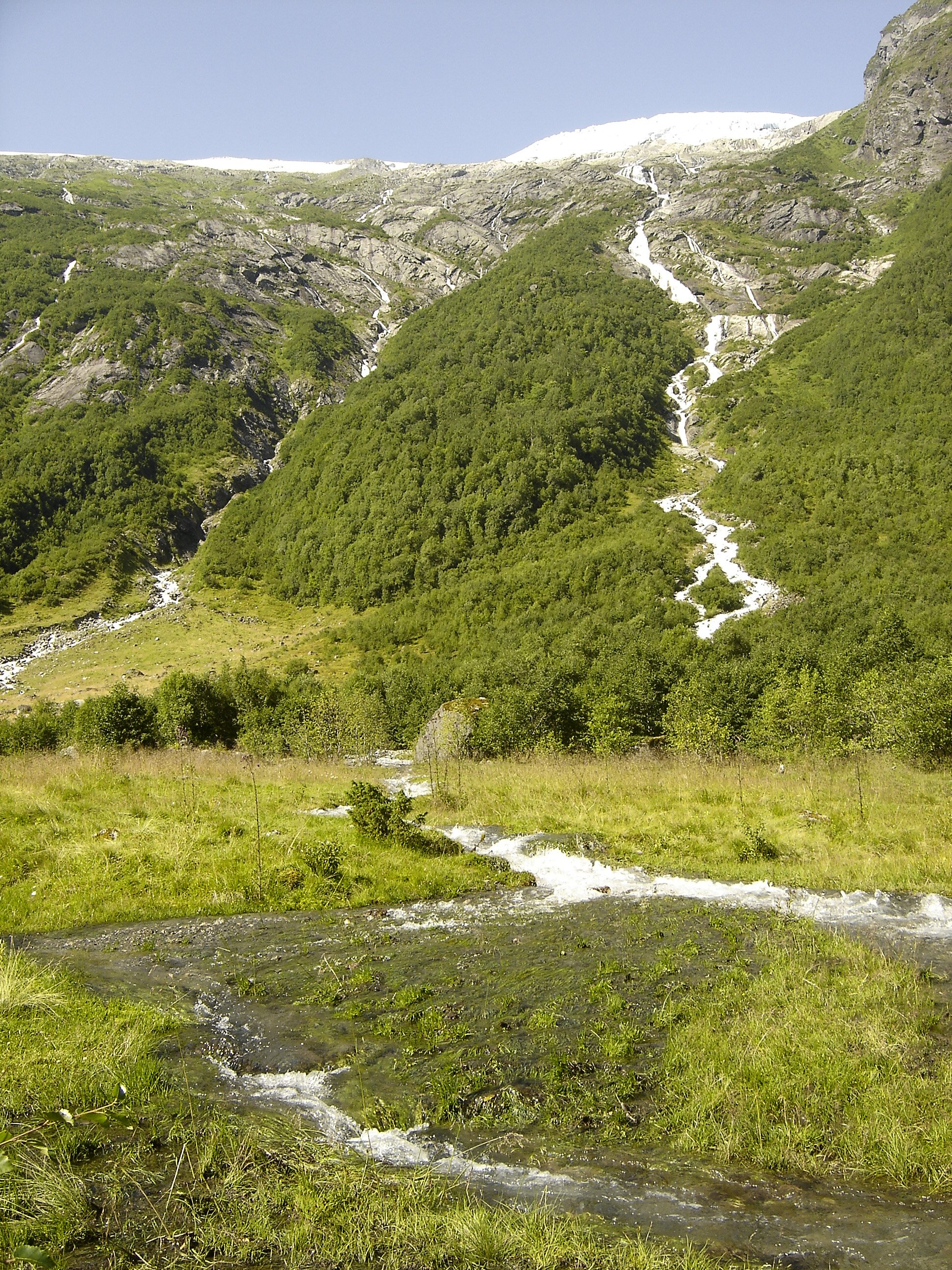
Долина біля льодовика Йостедал

Дика природа Норвегії включає різноманітну флору і фауну Норвегії. Місця проживання включають високі гори, тундри, річки, озера, заболочені землі, морське узбережжя та деякі нижчі оброблені землі на півдні. Материкова частина Норвегії має довге узбережжя, захищене шхерама та багато розсічене фіордами, а архіпелаг Шпіцберген, що здебільшого крижаний, лежить північніше. Флора дуже різноманітна, тут мешкає великий спектр ссавців, птахів (багато перелітних), риб та безхребетних, а також кілька видів плазунів та земноводних.

## Географія
Материкова Норвегія — гірська, витягнута країна з дуже довгою береговою лінією. Вона простягається від широти 58 ° північної широти до більш ніж 71 ° північної широти, що на північ від Полярного кола, і є близько 50 000 менших островів біля надзвичайно розрізненого узбережжя. Скандинавські гори простягаються вздовж країни; середня висота — 460 м (1 510 фут) і 32 % материка розташовано над верхньою межею лісу. Гори різко закінчуються на західному узбережжі, і прибережній рівнині мало що заважає. Між горами глибокі долини, з низовинами, значною мірою обмеженими південно-східною частиною країни та південним узбережжям. Крайній північний схід країни менш гірський, з пагорбами та плато Фіннмарксвідда.

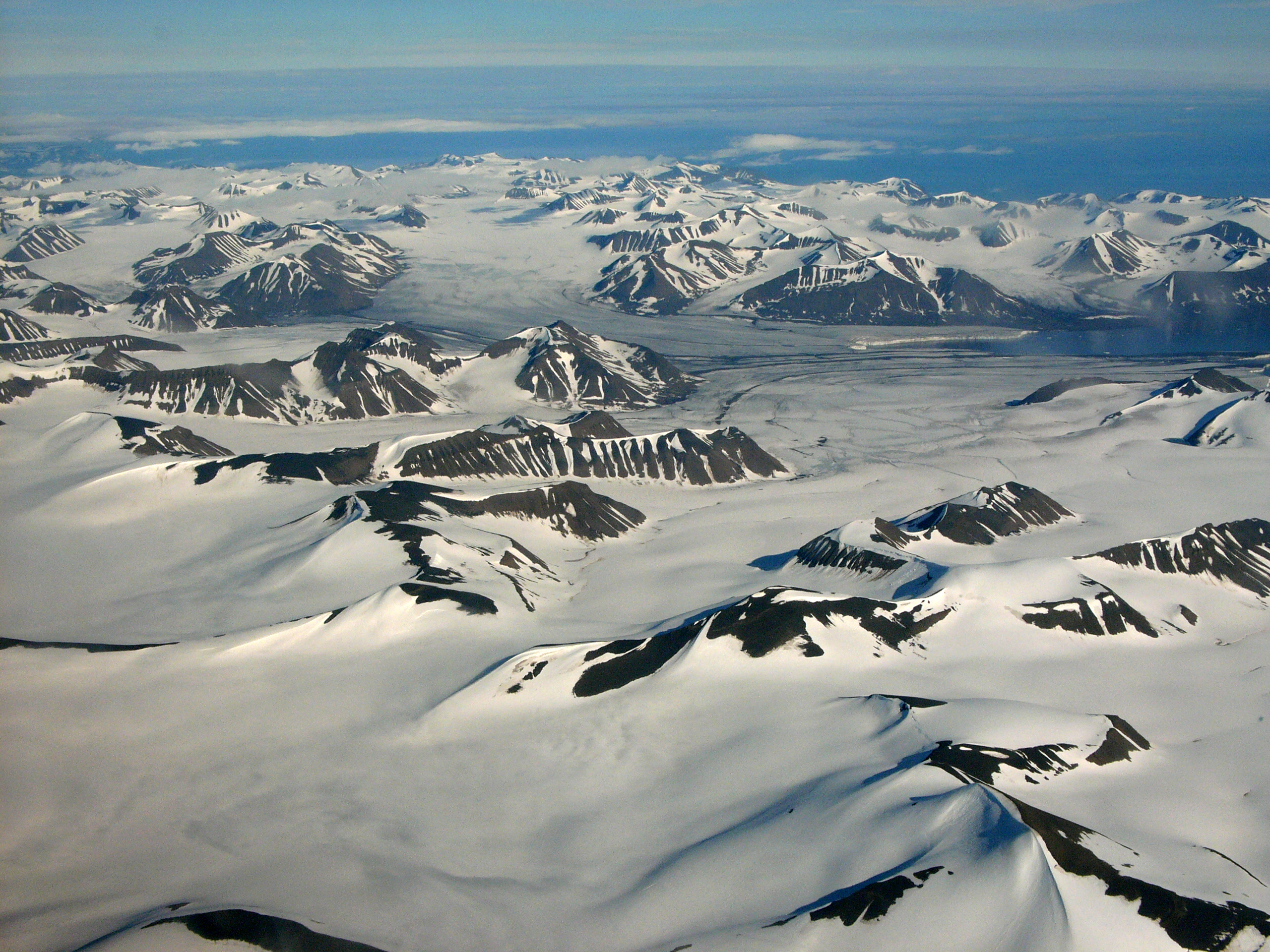
Крижаний Шпіцберген протягом серпня

Архіпелаг Шпіцберген має арктичний клімат; поверхня суші на трьох великих і багатьох менших островах становить 60 % льодовикового льоду, 30 % гірських порід та осипів, і лише 10 % вегетовано. Острів має свою особливу флору і фауну.

## Клімат
Клімат більшої частини материка субарктичний, з деяким континентальним кліматом на південному сході та деяким океанічним кліматом навколо узбережжя. Порівняно з іншими місцями подібних широт, температура вища через теплу Північноатлантичну течію, а узбережжя зазвичай залишається льодом. Переважаючі вітри приносять з Атлантики відносно тепле вологе повітря. Багато опадів випадає на західній стороні гір, при цьому довгі внутрішні долини є досить сухими, а земля на схід гір відчуває ефект дощової тіні, з меншою кількістю опадів, більшою кількістю сонця і, як правило, теплішим літом. На крайньому півночі та північному сході країни сухіше, але спостерігаються сильні тумани та мряки.
У кліматі Шпіцбергену переважає висока географічна широта із середньою літньою температурою 5 °C (41 °F) а середні значення за січень −14 °C (7 °F).

## Флора

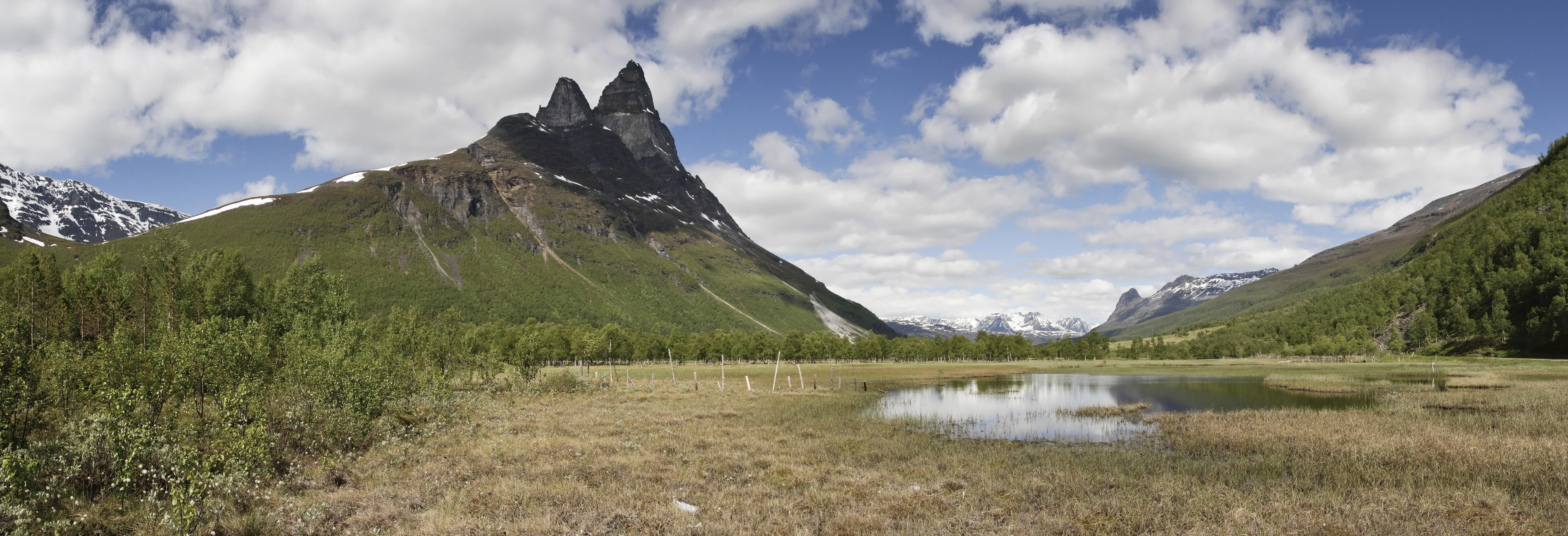
У бореальній зоні поширені болота та озера

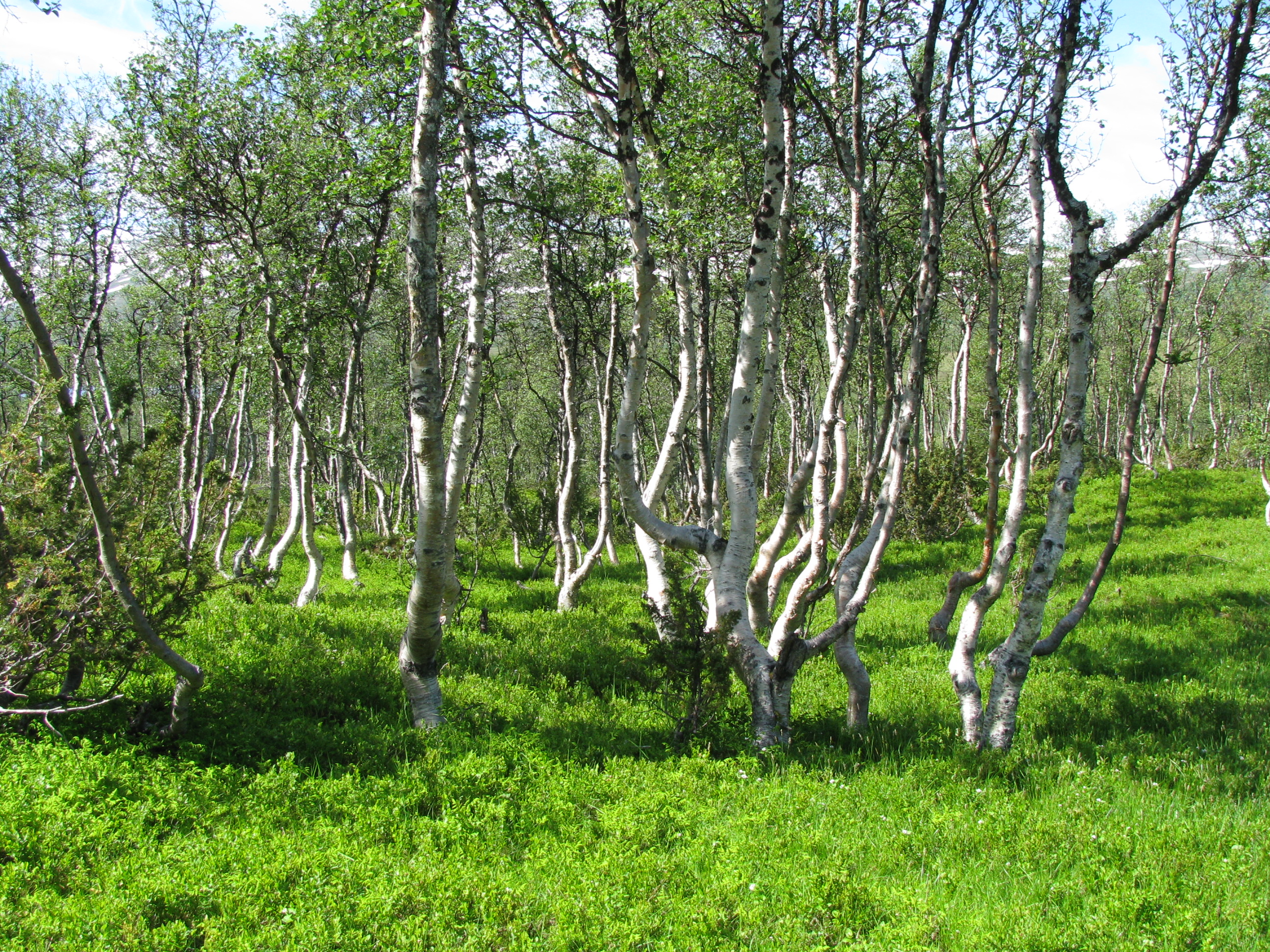
Арктична пухнаста береза утворює лінію на більшій частині Скандинавії

Рослинні зони в Норвегії включають ліси, болота, заболочені землі та верески. Бореальні види пристосовані до тривалої холодної зими, але потребують сезону вегетації з достатньою протяжністю та теплом. Таким чином, типові бореальні види включають ялину та сосну норвезьку, тоді як на більшій висоті переважають листяні дерева, такі як береза пухнаста, вільха сіра, осика та горобина. Ще вище вони поступаються місцем карликовим вербам і березам, над якими розташовані тундра, скеля та лід. Тундра занадто оголена, а клімат занадто суворий, щоб підтримувати дерева та великі рослини, і тут ростуть
гірські трави та низькорослі альпійські рослини, такі як гірські алени та пурпурний саксифраг. На ще більших висотах мохи та лишайники забезпечують головний рослинний покрив.
За підрахунками загальної кількості видів у країні налічується 20 000 видів водоростей, 1800 видів лишайників, 1050 видів мохів, 2800 видів судинних рослин та до 7000 видів грибів.
У частинах країни з більш континентальним кліматом ялина і сосна є домінуючими і ростуть на висотах вище, ніж інші дерева, але в інших районах гірська береза утворює верхню межу лісу, приблизно 1 200 м (4 000 фут) у центральній південно-східній Норвегії, опускаючись до 750 м (2 500 фут) за Полярним колом і до рівня моря далі на північ. На більших висотах місцевість — арктична тундра.
На Шпіцбергені є вічна мерзлота і тундра з низькою, середньою та високою арктичною рослинністю. На архіпелазі виявлено 165 видів рослин. Тільки ті райони, які влітку розморожуються, мають рослинний покрив, і це становить близько 10 % групи островів.

## Фауна

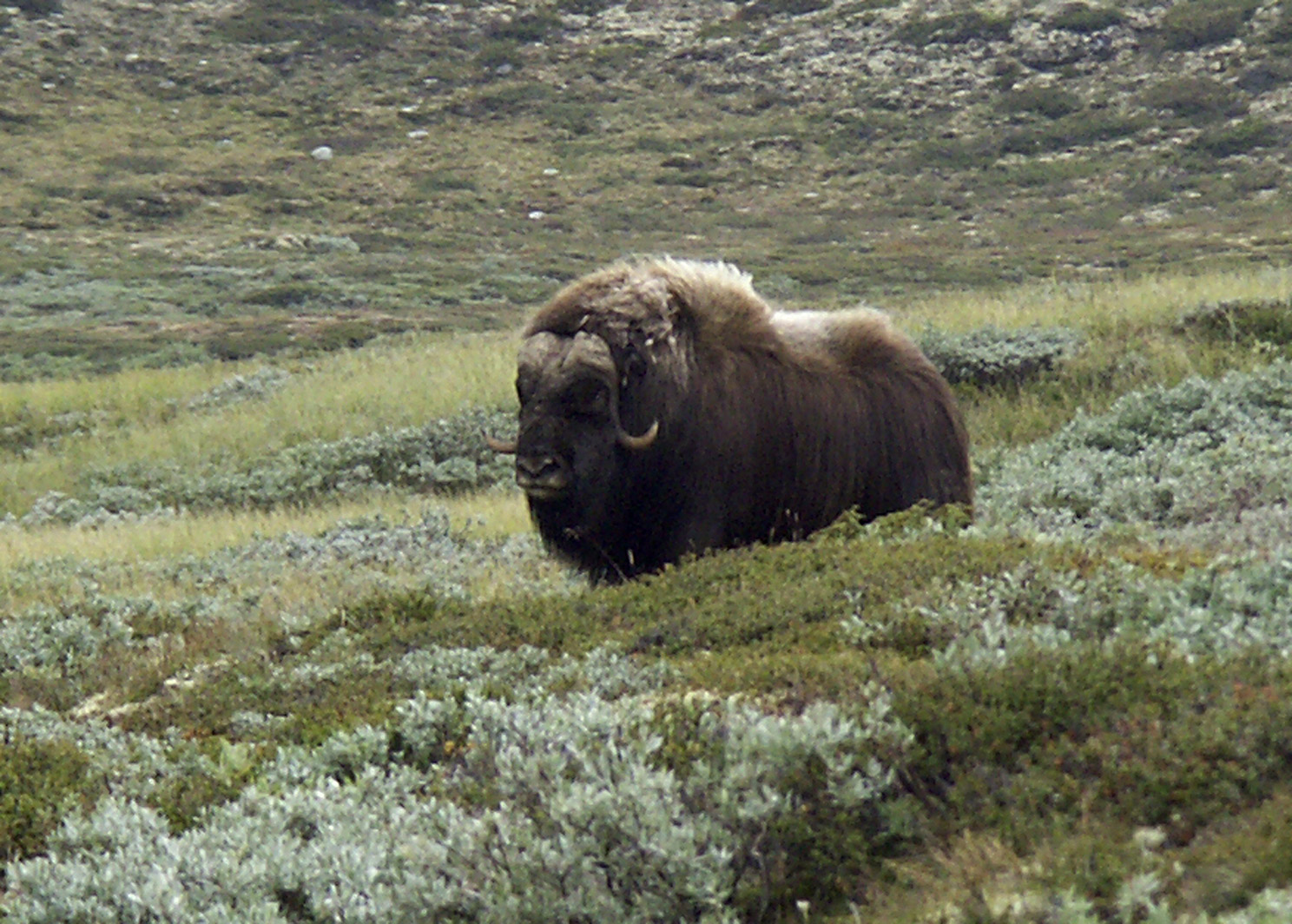
Вівцебик у низькогірній тундрі в Національному парку Довреф'єль

За винятком бактерій та вірусів, але включаючи морські організми, загальна кількість видів тварин і рослин в Норвегії оцінюється в 60 000. Сюди входять 16 000 видів комах (мабуть, ще 4000 видів ще не описано), 450 видів птахів (250 видів, що гніздяться в Норвегії), 90 видів ссавців, 45 прісноводних видів риб, 150 морських видів риб, 1000 видів прісноводних безхребетних та 3500 видів морських безхребетних.
Наземні ссавці материкової Норвегії включають: європейського їжака, шість видів землерийки та десять видів кажанів. Європейський кролик, європейський заєць та гірський заєць, як і євразійський бобер, руда білка та коричнева щур, а також близько п'ятнадцяти видів дрібніших гризунів. З копитних у країні водяться дикий кабан, мускокс, лань, благородний олень, лось (американське вживання: лось), козуля та північний олень.
До наземних м'ясоїдних належать бурий ведмідь, євразійський вовк, руда лисиця та песець, а також євразійська рись, європейський борсук, євразійська видра, шкурка, найменша ласка, європейський хорунжий, європейська сосна куниця та росомаха. Узбережжя відвідують морж та шість видів тюленів, а в водах Норвегії зустрічається близько тридцяти видів китів, дельфінів та морських свиней.

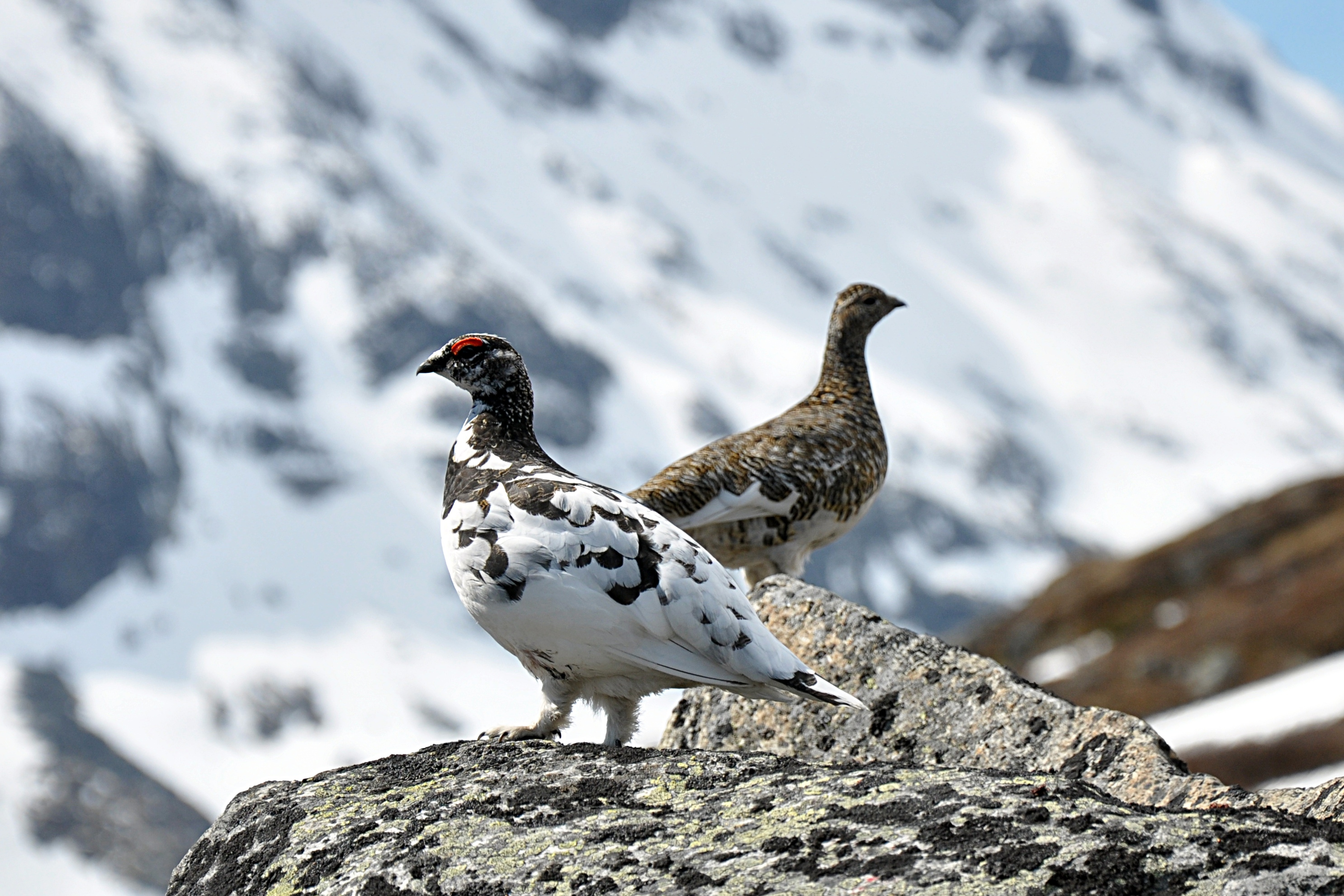
Скеляста блузка, частково в зимовому оперенні

У Норвегії велика різноманітність видів птахів, що використовують численні середовища існування, скелі, заболочені землі, ліси та тундру. Влітку комах та інших джерел їжі достатньо, і дні довгі, що дає багато часу для птахів, щоб здобувати їжу та годувати своїх дитинчат. Це не так взимку, коли земля вкрита снігом, водно-болотні угіддя в льоду і дні короткі, тому багато птахів перелітні, зазвичай розмножуються в Норвегії та зимують у Південній Європі чи Африці.
У Норвегії зафіксовано шість наземних видів плазунів: ящірка живородна, ящірка прудка, веретільниця ламка, гадюка звичайна, вуж звичайний та мідянка звичайна, а також морські черепахи з шкірястими та морськими черепахами час від часу відвідують узбережжя. Земноводні обмежені гладким тритоном, великим чубатим тритоном, жабою звичайною, жабою трав'яною, жабою мавру та жабою ставковою.
На Шпіцбергені є чотири наземних види ссавців, песець, північний олень Шпіцбергену, білий ведмідь та випадково занесена полівка лучна, яка зустрічається лише навколо Груманта. Існує близько вісімнадцяти видів морських ссавців, включаючи китів, дельфінів, тюленів та моржів. Куріпка тундрова — єдиний вид птахів, що мешкає, але пуночки та кам'янки також гніздяться на Шпіцбергені, як і майже тридцять видів морських птахів, які мігрують сюди щороку. Більшість прісноводних озер архіпелагу Шпіцберген заселені палею арктичнию.